# Takachiho (Schiff)
Die Takachiho (japanisch 高千穂) war ein Geschützter Kreuzer der Naniwa-Klasse der Kaiserlich Japanischen Marine, der von 1886 bis 1914 in Dienst stand. Das Schiff war benannt nach einem 1.574 Meter hohen Berg im vulkanischen Kirishima-Gebirge auf der Grenze zwischen den Präfekturen Kagoshima und Miyazaki.

## Geschichte

### Bau
Die spätere Takachiho wurde am 10. April 1884 in der britischen Werft Armstrong, Mitchell & Company in Low Walker (Newcastle upon Tyne), mit der Baunummer 476, auf Kiel gelegt. Der Stapellauf erfolgte etwas ein Jahr später am 16. Mai 1885 und die Indienststellung am 26. März 1886.

### Einsatzverlauf

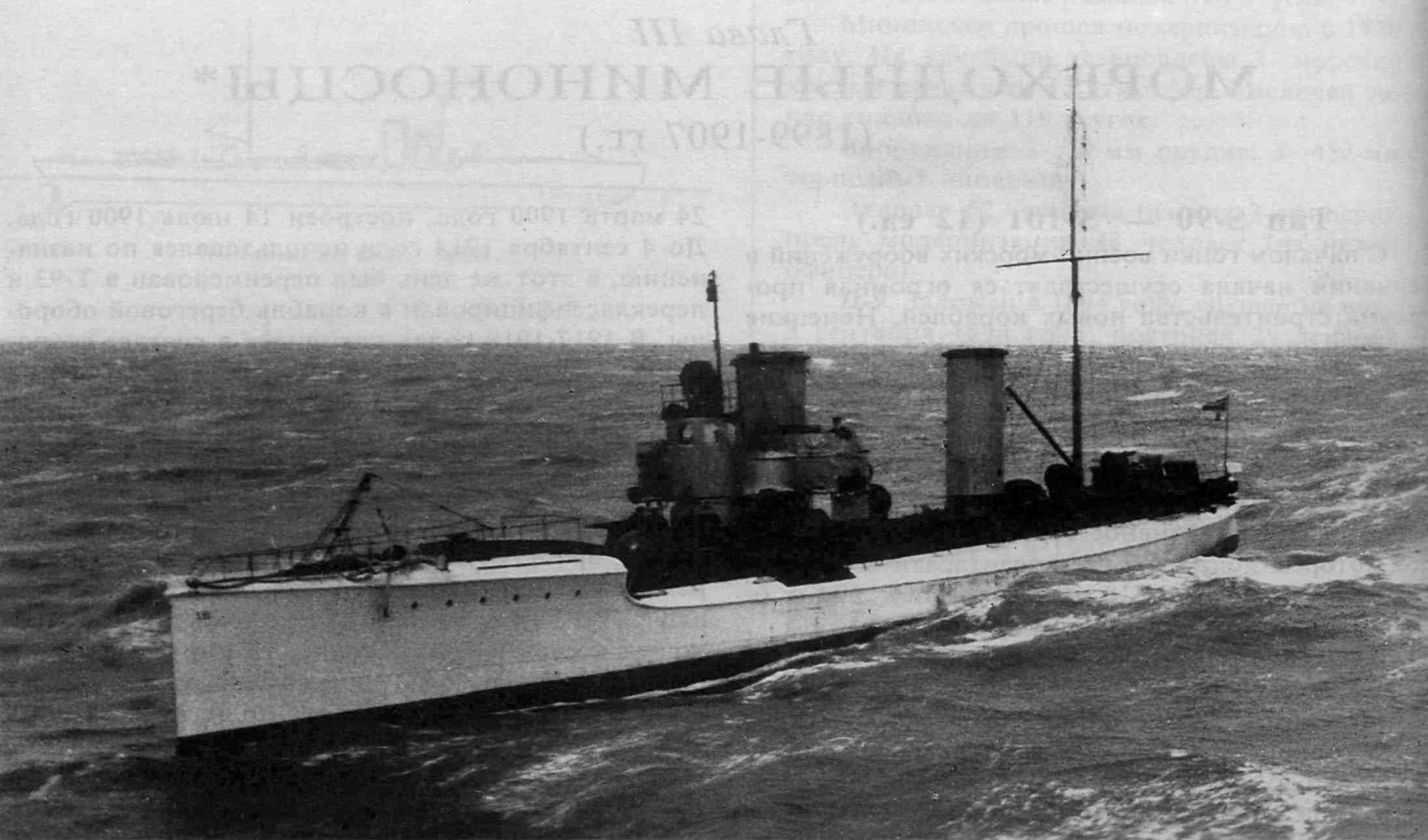
S 90

Die Takachiho erreichte Yokohama im Juli 1886, eine Woche, nachdem ihr Schwesterschiff Naniwa in Tokyo eingetroffen war.
1893 machte die Takachiho, wie auch ihr Schwesterschiff Naniwa, zwei Reisen nach Honolulu auf Oʻahu, um japanische Bürger zu schützen und die japanischen Vorbehalte gegen die Beseitigung des Königreichs Hawaiʻi durch US-amerikanische Marines und Siedler deutlich zu machen.
Am Ersten Japanisch-Chinesischen Krieg nahm die Takachiho unter Yashiro Rokurō an der Seeschlacht am Yalu am 17. September 1894 teil, wo sie mit der Yoshino, Akitsushima und dem Schwesterschiff Naniwa die „Fliegende Division“ des Konteradmirals Tsuboi Kōzō bildete, die die Schlacht entschied und die Kreuzer Jingyuan (auch King Yuen) und Zhiyuan (auch Chih Yuen) versenkte. Danach patrouillierte sie im Golf von Bohai und nahm an Operationen vor Port Arthur teil. Als nach dem Ende des Krieges im Jahr 1895 chinesische Beamte die Abtretung der Insel Taiwan nicht akzeptierten, gehörte die Takachiho zu den an der Besetzung der Insel beteiligten japanischen Einheiten. Am 3. Juni 1895 war sie an der Beschießung der chinesischen Küstenforts bei Keelung beteiligt.
Am 21. März 1898 wurde die Takachiho zu einem Kreuzer 2. Klasse umklassifiziert und die 15-cm-Kruppgeschütze wurden durch britische 152-mm-Armstrong-Schnellfeuergeschütze ersetzt, die vor 1900 auch an Stelle der 26-cm-Kruppkanonen eingebaut wurden.
Während des Boxeraufstandes 1900 unterstützte sie japanische Landungen in China.
Während des Russisch-Japanischen Krieges von 1904 bis 1905 wurde die Takachiho als zu leicht bewaffnet und gepanzert eingeschätzt, so dass von ihr kein großer Nutzen im Krieg erwartet wurde. Daher wurde sie dem 4. Geschwader der Flotte zugeteilt. Das Geschwader blockierte unter Konteradmiral Uryū Sotokichi auf dem Schwesterschiff Naniwa den russischen Kreuzer Warjag in Chemulpo. Nach dessen erfolglosem Ausbruchsversuch am 9. Februar 1904 wurden die Warjag und das Kanonenboot Korejez zur Selbstversenkung gezwungen. Am 10. März waren beide Kreuzer vor Port Arthur mit der japanischen Hauptflotte. Als am 15. Juni das russische Wladiwostok-Geschwader bis in die Tsushimastraße vorstieß, waren beide Kreuzer mit dem 4. Geschwader in Tsushima stationiert, konnten aber die Versenkung japanischer Transporter nicht verhindern. Die Naniwa war mit den anderen japanischen Kreuzern in Ōsaki, die Takachiho zu einer Reparatur in Takeshiki. Beim nächsten Vorstoß des Wladiwostok-Geschwaders waren das 2. japanische Geschwader unter Vizeadmiral Hikonojo Kamimura mit den beiden Kreuzern gemeinsam unterwegs und hatte die Russen unbemerkt passiert. Auf dem Rückmarsch stießen dann beide Geschwader aufeinander und es kam am 14. August 1904 zum Seegefecht bei Ulsan.
Als die Rossija und die Gromoboi die schwerbeschädigte Rurik zurückließen, folgte Kamimura diesen mit seinen vier Panzerkreuzern. Takachiho und Naniwa verblieben bei der Rurik, die sich schwer getroffen und nicht manövrierfähig selbst versenkte. 625 Mann (davon 305 verwundet) wurden von den Japanern gerettet.
Wie zum Kriegsbeginn waren Takachiho und Naniwa als Flaggschiff des 4. Geschwaders Teilnehmer der Entscheidungsschlacht des Krieges am 27.–28. Mai 1905 bei Tsushima.
Am 28. August 1912 wurde die Takachiho zu einem Küstenverteidigungsschiff 2. Klasse umklassifiziert und zum Minenleger und Minenräum-Schulschiff umgebaut. Es verblieb nur noch ein 152-mm-L/40-Armstrong-QF-Buggeschütz. Dazu kamen zehn 76-mm-L/40-Armstrong-Schnellfeuergeschütze auf dem Oberdeck, zwei 47-mm-(2,5-Pdr)-Yamauchi-Geschütze und die Möglichkeit, bis zu 200 Minen mitzuführen.
Nach der Kriegserklärung Japans an das Deutsche Kaiserreich im Ersten Weltkrieg am 23. August 1914 wurde die Takachiho den alliierten Streitkräften zugewiesen, die den deutschen Marinestützpunkt in Tsingtau belagerten. Am 17. Oktober 1914 wurde der Kreuzer von einem Torpedo des Torpedobootes S 90 getroffen. Die Takachiho sank mit dem Verlust von 271 Mann (einschließlich des Kommandanten Ito Sukeyasu). Dies war der größte Einzelverlust der japanischen Streitkräfte während des gesamten Weltkriegs.